# Marienburg (Schiff, 1955)
Die Marienburg ist ein deutsches Fahrgastschiff.

## Geschichte
Das Schiff wurde 1955 auf der Schiffswerft Schmidt in Oberkassel gebaut und bekam damals den Namen Heinz. Schon 1959 erfolgte der erste Umbau, mit dem eine Verlängerung von 23,53 auf 28,33 Meter einherging; 1972 erfolgte ein weiterer Umbau. Günter Benja gibt 1975 eine möglicherweise gerundete Länge von 30 Metern und eine Breite von 5,20 Metern für das Schiff an. Heinz hatte laut Benja damals eine Zulassung für die Beförderung von 270 Personen und war mit einem 280-PS-Motor ausgestattet, der eine Geschwindigkeit von 14,5 km/h ermöglichte. Das Schiff gehörte damals, zusammen mit der Carmen Sylva, zur Personenschifffahrt Christian Collée in Neuwied.
1990 wechselte das Schiff seinen Namen und wurde zur Marienburg, 1993 erhielt es einen neuen Motor mit 305 PS. Laut Dieter Schubert durften mit dem Schiff im Jahr 2000 – es gehörte damals zur Personenschifffahrt Zeller Land in Alf an der Mosel – noch 250 Personen befördert werden.
2016 wurde ein generalüberholter Motor mit 272 PS eingebaut. Daneben verfügt die Marienburg über eine Hilfsmaschine.
Auf dem Hauptdeck befinden sich ein Salon sowie WC-Anlagen und die Küche samt Theke, auf dem Oberdeck stehen den Fahrgästen neben einem Salon zwei kleine Sonnendecks zur Verfügung. Im Jahr 2022 stand die Marienburg zu einem Preis von 120.000 Euro zum Verkauf. Zu diesem Zeitpunkt war sie nur noch für die Beförderung von 125 Fahrgästen zugelassen.